# Ницца-13
Ницца-13 (фр. Nice-13) — упразднённый кантон во Франции, в регионе Прованс — Альпы — Лазурный Берег, департамент Приморские Альпы. Входил в состав округа Ницца. Код INSEE кантона — 0643.
До марта 2015 года в состав кантона Ницца-13 входило 4 коммуны, административный центр располагался в коммуне Ницца.

## Состав кантона
| Коммуна              | Население, чел. (1999) | Почтовый индекс | Код INSEE |
| -------------------- | ---------------------- | --------------- | --------- |
| Ла-Трините           | 10 046                 | 06340           | 06149     |
| Ницца                | 11 814                 | 06000           | 06088     |
| Сент-Андре-де-ла-Рош | 4122                   | 06730           | 06114     |
| Фаликон              | 1644                   | 06950           | 06060     |

## Население
Население кантона на 2007 год составляло 28 536 человек.
| 1962 | 1968 | 1975 | 1982 | 1990 | 1999   | 2006 | 2007   | 2008 |
| ---- | ---- | ---- | ---- | ---- | ------ | ---- | ------ | ---- |
| —    | —    | —    | —    | —    | 27 626 | —    | 28 536 | —    |

По закону от 17 мая 2013 и декрету от 24 февраля 2014 года количество кантонов в департаменте Приморские Альпы уменьшилось с 52-х до 27-ми. Новое территориальное деление департаментов на кантоны вступило в силу во время выборов 2015 года. После реформы кантон был упразднён. Коммуны Ла-Трините, Сент-Андре-де-ла-Рош и часть города Ницца переданы в состав кантона Ницца-7, коммуна Фаликон передана в состав вновь созданного кантона Туррет-Леванс (округ Ницца).